# Shenmue III
Shenmue III (シェンムー3 Shenmū 3?) är ett actionäventyrsspel och datorrollspel utvecklat av Neilo och Ys Net. Spelet är skrivet, regisserat och producerat av Yu Suzuki och är det tredje spelet i Shenmue-serien, som följer den tonårige kampsportaren Ryo Hazuki i hans jakt på att hitta sin fars mördare i Kina under 1980-talet. De två tidigare Shenmue-spelen utvecklades av Sega AM2 och utgavs av Sega till Dreamcast år 1999 respektive 2001. Det första Shenmue-spelet var vid den tidpunkten det dyraste datorspelet som någonsin utvecklats, med en beräknad produktions- och marknadsföringskostnad på över 47 miljoner dollar. Detta täckte även en del av utvecklingen av Shenmue II och grunden för framtida Shenmue-spel. Trots att spelen närmat sig kultstatus och dykit upp på flera listor över de "bästa datorspelen genom tiderna" blev de kommersiella misslyckanden. Shenmue III fick därför vänta över ett årtionde i så kallat development hell.

## Lansering
Den 17 augusti 2017 skrev Deep Silver på ett avtal att stå för utgivningen av Shenmue III. Spelet planerades att släppas 2018 till Microsoft Windows och Playstation 4 efter att ha försents från det ursprungliga datumet i december 2017. Shenmue III försenades en andra gång, när releasen flyttades fram till den 27 augusti 2019. Den 3 juni 2019 meddelade Ys Net och Deep Silver att spelet behöver mer tid för finputsning och lanseringsdatumet förskjuts ytterligare, till den 19 november 2019. På PC lanserades spelet exklusivt till Epic Games Store. 

## Finansiering
På Sonys E3-konferens i juni 2015 startade Suzuki en Kickstarter-kampanj för att gräsrotsfinansiera Shenmue III, efter år av spekulationer, och Sega licensierade Shenmue till Suzukis företag Ys Net. Kampanjen nådde sitt ursprungliga mål på 2 miljoner dollar på mindre än åtta timmar, vilket gör det till den snabbaste Kickstarter-kampanjen att nå detta belopp. Kampanjen avslutades i juli efter att ha samlat in mer än 6 miljoner dollar vilket gör spelet till det högst gräsrotsfinansierade datorspelet och den sjätte högst finansierade kampanjen i Kickstarters historia. Finansieringen återupptogs sedan via online-betalningssystemet Paypal och den kinesiska crowdfunding-plattformen Alipay. Insamlingen avslutades helt i december 2018 och stannade totalt på $7,1 miljoner.